# Muzeum Historii Kielc
Muzeum Historii Kielc – muzeum działające w Kielcach od 1 lutego 2008 roku.
Decyzję o utworzeniu muzeum podjęła 1 września 2006 Rada Miasta. 30 października tego samego roku nowa instytucja otrzymała do dyspozycji wybudowaną w drugiej połowie XIX w. i wyremontowaną w latach 2004–2006 kamienicę przy ul. Świętego Leonarda 4. 1 lutego 2008 placówka została otwarta.
W muzeum znajduje się stała ekspozycja zatytułowana „Z dziejów Kielc”. Przedstawia ona historię miasta od średniowiecza, poprzez okres, kiedy należało do biskupów krakowskich, aż po XIX oraz XX w., kiedy Kielce stały się stolicą regionu.
Muzeum prowadzi działalność wydawniczą. Wydaje m.in.: Studia Muzealno-Historyczne, serię „Źródła do dziejów Kielc” oraz cykl „Biografie Kieleckie”. W tej serii wydano siedem książek, w tym biografie Stefana Artwińskiego, Antoniego Hedy i Mieczysława Koczanowicza. W 2016 zaczęła ukazywać się seria "Dzieje Karczówki w latach 1624 - 2024", będąca monografią kościoła i klasztoru na Karczówce w Kielcach z okazji nadchodzącego 400-lecia fundacji kościoła. Muzeum Historii Kielc zainicjowało również powstanie monografii miasta, która ukazała się w 2014 roku Kielce przez stulecia.